# Uğurlu, Of
Uğurlu là một thị trấn thuộc huyện Of, tỉnh Trabzon, Thổ Nhĩ Kỳ. Dân số thời điểm năm 2011 là 1.615 người.